# کارل لندشتاینر
کارل لندشتاینر (به آلمانی: Karl Landsteiner) (زاده ۱۴ ژوئن ۱۸۶۸، وین - درگذشته ۲۶ ژوئن ۱۹۴۳، نیویورک)، زیست‌شناس اتریشی برنده جایزه نوبل فیزیولوژی و پزشکی در سال ۱۹۳۰ به خاطر کشف گروه‌های خونی بود. پس از اکتشافات او ایمنی انتقال خون یا اجزای خون افزایش یافته‌است.

## زندگی
پدر کارل لندشتاینر، لئوپولد لندشتاینر دکترای حقوق، روزنامه‌نگار و اولین سردبیر روزنامه دی پرسه وین، وقتی که کارل شش ساله بود، درگذشت. بعد از فوت پدر، مادرش سرپرستی او را بر عهده گرفت. لندشتاینر پزشکی را در دانشگاه وین در سال ۱۸۹۱ به پایان رساند و در سال ۱۹۱۶ با هلن ولاستو ازدواج کرد.

## پژوهشها و کارهای آکادمیک

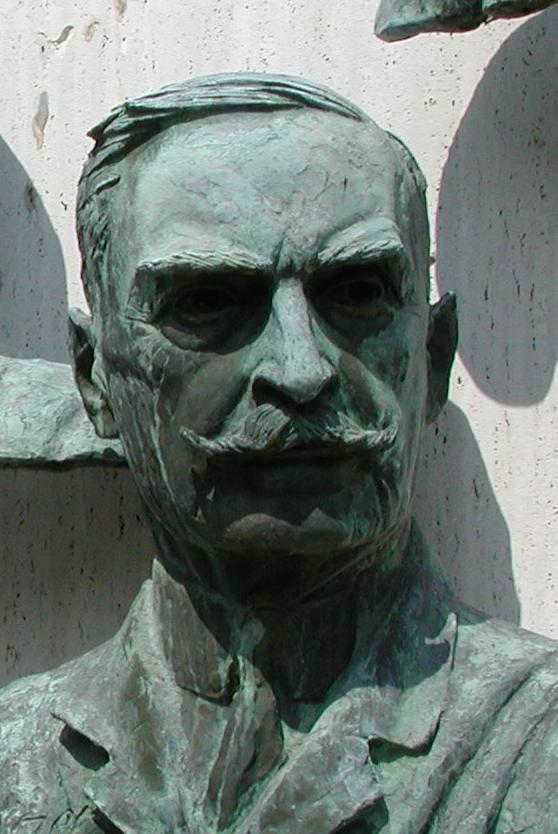
کارل لندشتاینر، برنده جایزه نوبل فیزیولوژی یا پزشکی ۱۹۳۰

در سال ۱۸۹۱ مقاله‌ای دربارهٔ تأثیر رژیم غذایی در ترکیب مواد تشکیل دهنده خون منتشر ساخت. او برای افزایش دانش خود در زمینه شیمی با آرتور هانچ در زوریخ، امیل فیشر در وورتسبورگ و اویگن بامبرگر در مونیخ کار کرد.
پس از بازگشت به وین، مطالعات خود را در بیمارستان عمومی وین از سرگرفت و در سال ۱۸۹۶ دستیار ماکس فون گروبر در مؤسسه بهداشت وین شد و در این زمان به مکانیسم ایمنی بدن علاقه‌مند شد.
تا سال ۱۹۱۹، پس از بیست سال کار بر روی آناتومی پاتولوژیکی، لندشتاینر با تعدادی از همکارانش مقاله‌های بسیاری از یافته‌های خود درزمینه سرم‌شناسی، باکتری‌شناسی، ویروس‌شناسی و ایمنی‌شناسی منتشر کرده بودند. او در این ضمن حقایق جدیدی در مورد ایمنی‌شناسی سیفیلیس کشف کرد. در سال ۱۹۰۹، او گروهای خونی را در چهار گروه A, B، AB و O طبقه‌بندی کرد. لندشتاینر پیش از این، در ۱۹۰۱-۱۹۰۳، ادعا کرد که ویژگی‌های گروه‌های خونی ارثی هستند.
در نیویورک با همکاری با لوین، کار بیشتر بر روی گروه‌های خونی انجام داد که منجر به کشف عامل RH در خون شد. لندشتاینر عمر خود را، صرف بررسی گروه‌های خونی و آنتی‌ژن، آنتی‌بادی و سایر عوامل ایمونولوژیک خون کرد و در سال ۱۹۳۹ استاد ممتاز بازنشسته در انستیتو راکفلر شد.

## مرگ
در تاریخ ۲۴ ژوئن ۱۹۴۳، لندشتاینر در آزمایشگاه خود دچار حمله قلبی شد و دو روز بعد درگذشت.